# Vladimir Sugrobov
Vladimir Vladimirovich Sugrobov (tiếng Nga: Владимир Владимирович Сугробов; sinh ngày 10 tháng 9 năm 1996) là một cầu thủ bóng đá người Nga. Anh thi đấu cho F.K. Anzhi Makhachkala.

## Sự nghiệp

### Câu lạc bộ
Sugrobov có màn ra mắt tại Giải bóng đá Quốc gia Nga cho F.K. Sokol Saratov vào ngày 21 tháng 8 năm 2016 trong trận đấu với F.K. Khimki.
Anh có màn ra mắt cho F.K. Anzhi Makhachkala trong trận lượt đi play-off xuống hạng Giải bóng đá ngoại hạng Nga 2017–18 trước FC Yenisey Krasnoyarsk vì thủ môn số một và số hai của Anzhi đều bị chấn thương. Anh để lọt lưới tổng cộng 6 bàn trong hai lượt và Anzhi xuống hạng.

## Thống kê sự nghiệp

### Câu lạc bộ
Tính đến trận đấu diễn ra ngày 20 tháng 5 năm 2018
| Câu lạc bộ          | Mùa giải            | Giải vô địch                 | Giải vô địch | Giải vô địch | Cúp Quốc gia | Cúp Quốc gia | Cúp Liên đoàn | Cúp Liên đoàn | Châu lục | Châu lục  | Khác    | Khác      | Tổng cộng | Tổng cộng |
| Câu lạc bộ          | Mùa giải            | Hạng đấu                     | Số trận      | Bàn thắng    | Số trận      | Bàn thắng    | Số trận       | Bàn thắng     | Số trận  | Bàn thắng | Số trận | Bàn thắng | Số trận   | Bàn thắng |
| ------------------- | ------------------- | ---------------------------- | ------------ | ------------ | ------------ | ------------ | ------------- | ------------- | -------- | --------- | ------- | --------- | --------- | --------- |
| Sokol Saratov       | 2015–16             | Football National League     | 0            | 0            | 0            | 0            | –             | –             | –        | –         | –       | –         | 0         | 0         |
| Sokol Saratov       | 2016–17             | Football National League     | 2            | 0            | 0            | 0            | –             | –             | –        | –         | –       | –         | 2         | 0         |
| Sokol Saratov       | Tổng cộng           | Tổng cộng                    | 2            | 0            | 0            | 0            | -             | -             | -        | -         | -       | -         | 2         | 0         |
| Ararat Moskva       | 2017–18             | Professional Football League | 15           | 0            | 1            | 0            | –             | –             | –        | –         | –       | –         | 16        | 0         |
| Anzhi Makhachkala   | 2017–18             | Giải bóng đá ngoại hạng Nga  | 0            | 0            | 0            | 0            | –             | –             | –        | –         | 2       | 0         | 2         | 0         |
| Tổng cộng sự nghiệp | Tổng cộng sự nghiệp | Tổng cộng sự nghiệp          | 17           | 0            | 1            | 0            | -             | -             | -        | -         | 2       | 0         | 20        | 0         |